# Barbara Harrell-Bond
Pour les articles homonymes, voir Harrell et Bond.
Barbara Harrell-Bond (7 novembre 1932 - 11 juillet 2018) est une spécialiste américaine en sciences sociales dans le domaine des études sur les réfugiés. Elle est la fondatrice du Refugee Studies Centre de l'Université d'Oxford, la première institution au monde consacrée à l'étude des réfugiés. Le centre dorénavant accueille des séries de conférences annuelles portant son nom. Durant sa retraite (1996), elle mena une étude sur les des réfugiés en exil au Kenya et en Ouganda et sur la manière et l'ampleur dont ils jouissent de leurs droits en exil. En outre, lors de son séjour en Ouganda, elle fonde The Refugee Law project (le Projet sur les droits des réfugiés). 

## Biographie
Elle fonde (ou aide à fonder) des organisations d'aide juridique aux réfugiés dans plusieurs endroits, notamment le Refugee Law Project en Ouganda et AMERA (Assistance aux réfugiés en Afrique et au Moyen-Orient) en Égypte. Elle travaille avec de nombreux jeunes avocats des droits des réfugiés tels que Michael Kagan. En 2000, elle est invitée à l'université américaine du Caire pour mettre en place un autre programme d'études sur les réfugiés. En 2005, Harrell-Bond est nommée officier de l'ordre de l'Empire britannique pour sa contribution aux études sur les réfugiés. En septembre 2008, elle retourne à Oxford où elle crée une « plate-forme d'information », un site Web destiné aux professionnels de l'aide juridique dans les pays de l’hémisphère Sud, en tant que directeur du Programme pour les réfugiés du Fahamu Trust, une ONG internationale travaillant sur des questions de justice sociale. 
Harrell-Bond habitait à Oxford. Elle est décédée chez elle le 11 juillet 2018 à l'âge de 85 ans.

## Œuvres
- Modern Marriage in Sierra Leone, 1975  (ISBN 90-279-7871-9)
- Community Leadership and the Transformation of Freetown, 1978  (ISBN 90-279-7525-6)
- 4 June: A Revolution Betrayed, 1982, sous le nom de Barbara E. Okeke
- Imposing Aid: Emergency Assistance to Refugees, 1986  (ISBN 0-19-261543-2)
- Rights in Exile: Janus-Faced Humanitarianism, 2005, avec Guglielmo Verdirame  (ISBN 1-84545-103-1)